# 阿洛韋 (新澤西州)
阿洛韋（英語：Alloway）是位於美國新澤西州塞勒姆縣的普查規定居民點。

## 人口
根據2020年美國人口普查的數據，阿洛韋的面積為18.39平方千米，當中陸地面積為17.74平方千米，而水域面積為0.65平方千米。當地共有人口1296人，而人口密度為每平方千米70.47人。